# Urso de Kermode
O Urso de Kermode (Ursus americanus kermodei), também chamado de "urso espírito" (inglês: spirit bear or Kermode bear, na língua dos gitga'at mooksgm'ol) é uma subespécie do urso negro. Vive na região do centro e norte da Colúmbia Britânica, no Canadá. Apenas cerca de 1/10 da população possui pelo de cor branca ou creme. O pelo de cor branca é um alelo recessivo comum na população e não tem nada a ver com o albinismo.
A National Geographic Society estima que a população tenha entre 400 e 1000 indíviduos, e acrescenta que os ursos espírito ainda existem porque foram protegidos pelas etnias da Primeira Nação, que nunca os caçaram ou falaram da sua existência aos caçadores de peles.

## Descrição
Devido a sua aparência fantasmagórica, os "ursos espírito" tiveram um papel importante na mitologia dos povos das Primeiras Nações canadianas e dos povos ameríndios da área. Os cientistas descobriram que os ursos espírito são 30% mais eficazes em apanhar peixe durante o dia, pois a sua cor branca é menos visível da perspectiva dos peixes. Por outro lado, durante a noite, os ursos de ambas as cores têm igual taxa de sucesso em apanhar peixe, como o salmão. O nome Urso de Kermode é devido a Francis Kermode, diretor do Museu Real da Colúmbia Britânica, que investigou a subespécie de urso negro. O seu colega William Hornaday, zoologista, descreveu-o a favor da ciência.